# Black Panther (banda sonora)
La banda sonora de la película de superhéroes de 2018 Black Panther, basada en el personaje de Marvel Comics Pantera Negra y producida por Marvel Comics, consiste de música original compuesta por Ludwig Göransson y canciones originales producidas por Kendrick Lamar. Göransson trabajó en todas las películas del director Ryan Coogler, mientras que Lamar y Coogler ya habían discutido una colaboración y el músico accedió a producir varias canciones para la película después una versión inicial de la misma.
Después de leer el guion, Göransson viajó a África para investigar la música africana tradicional para la película. Fue en un tour con el músico senegalés Baaba Maal, y grabó interpretaciones de Maal y otros músicos africanos para usar en la banda sonora. Notablemente, Göransson usó grabaciones de tambores parlantes y un tambin para temas de personajes en la película, mientras que Maal cantó una canción original para el inicio de la banda sonora. Göransson combinó estos elementos africanos tradicionales con la orquesta tradicional comúnmente usada en películas de superhéroes. La orquesta se grabó en  Abbey Road Studios, junto con un coro cantando en el idioma xhosa.
Con la intención de igualar a la película en cuanto al abordaje de temas importantes, Lamar decidió producir todo un álbum de banda sonora curado en vez de solo las pocas canciones que Coogler requería. Debido al calendario de estrenos fijado de la película, Lamar tuvo menos tiempo para trabajar en el álbum que el que usualmente tendría. Comenzó a trabajar con la productora Sounwave durante su tour, antes de completar las canciones individuales en colaboración con varios artistas distintos. Uno de estos colaboradores fue Göransson, que trabajó en una de las canciones e incluyó elementos del álbum en la banda sonora. Coogler sintió que el álbum se convirtió en su propia obra de arte en vez de un simple agregado a la película.
La banda sonora de Lamar fue lanzada como Black Panther: The Album por Interscope Records el 9 de febrero de 2018 con grandes ventas, incluyendo la primera posición en la tabla de Billboard 200. Fue elogiada por muchos críticos como un hito en bandas sonoras fílmicas debido a sus ideas y letras, pero algunos la consideraron más débil que sus obras individuales. La banda sonora de Göransson fue lanzada como Black Panther (Original Score) por Hollywood Records el 16 de febrero y recibió elogios por ser única entre la música del universo cinematográfico de Marvel debido a sus elementos y material temático africano auténticos, aunque la presentación del álbum fue criticada por ser demasiado larga.

## Antecedentes
Ryan Coogler firmó para dirigir la película Black Panther de Marvel Studios en enero de 2016, e insistió en traer colaboradores de sus películas anteriores para trabajar en ella, y así diferenciarla de otras en el universo cinematográfico de Marvel que, según Kyle Buchanan de Vulture, normalmente las hacen "las mismas personas internas". Esto incluía al compositor Ludwig Göransson, que comenzó a colaborar con Coogler en la Universidad del Sur de California y musicalizó sus películas anteriores Fruitvale Station y Creed.
Coogler ya se había reunido con el músico Kendrick Lamar y Anthony TIffith de Top Dawg Entertainment para discutir el trabajo de cada uno y la posibilidad de colaborar en un proyecto. Coogler quería que Black Panther incluyera algunas canciones originales originales de Lamar, una idea que Marvel apoyó, y se acercó al músico con escenas de la película después de que Lamar completó su álbum DAMN. Lamar y la productora Sounwave ya estaban "interesados para la primera escena y el profundo mensaje que esta película contaba". Ellos querían igualar la "energía y las emociones crudas" de la película, pero sintieron que sería difícil con las pocas canciones que Coogler había pedido y decidieron crear un álbum completo en su lugar. La banda sonora cuenta con canciones que se escuchan en la película y otras inspiradas por ella.

## Banda sonora original

### Investigación
Al igual que en colaboraciones previas con Coogler, Göransson empezó a trabajar en la música de Black Panther lo antes posible, mucho antes que cualquier otro compositor para una película de Marvel Studios, según el productor Nate More. Göransson comenzó a discutir la película con Coogler de inmediato, y el director le compartió lo que había investigado en África mientras preparaba la película; Göransson leyó el primero borrador del guion apenas Coogler estuvo conforme con él; y leyó cómics de la serie de Ta-Nehisi Coates de Pantera Negra, que acababa de empezar. Göransson admitió que es un extraño candidato para escribir música africana dado que es sueco, y decidió que necesitaba ir a África para investigar por sí mismo. Notó que la ubicación ficticia de la película, Wakanda, nunca fue colonizada, así que la música de allí no tendría influencias de música cristiana. Coogler también quería usar sonidos africanos auténticos, por primera vez en una película de superhéroes, y confió en que Göransson balanceara esto con la cualidad "antémica" de una banda sonora tradicional del género.
Göransson pasó un mes en Senegal, primero viajando con el músico Baaba Maal por una semana mientras éste estaba en tour, y luego pasando varias semanas trabajando con músicos locales para formar la "base" de su banda sonora. Después de Senegal, Göransson fue a Sudáfrica y pasó una semana en la Biblioteca Internacional de Música Africana en Grahamstown escuchando miles de grabaciones de música de distintas tribus africanas, y grabando música de cientos de instrumentos que "en realidad ya no existen. Poder ir ahí, grabar los instrumentos y usarlos en la película [...] fue una oportunidad increíble." Göransson luego regresó a Los Ángeles, donde planeaba combinar la música africana que había descubierto con sus habituales técnicas de producción moderna y orquestal para crear la música final. Dijo que sería un desafío hacer esto y que la música igualmente "se sienta africana", y tuvo que abordarlo como infundir una orquesta, tocada en la tradición de instrumentos africanos, en música africana real.

### Composición

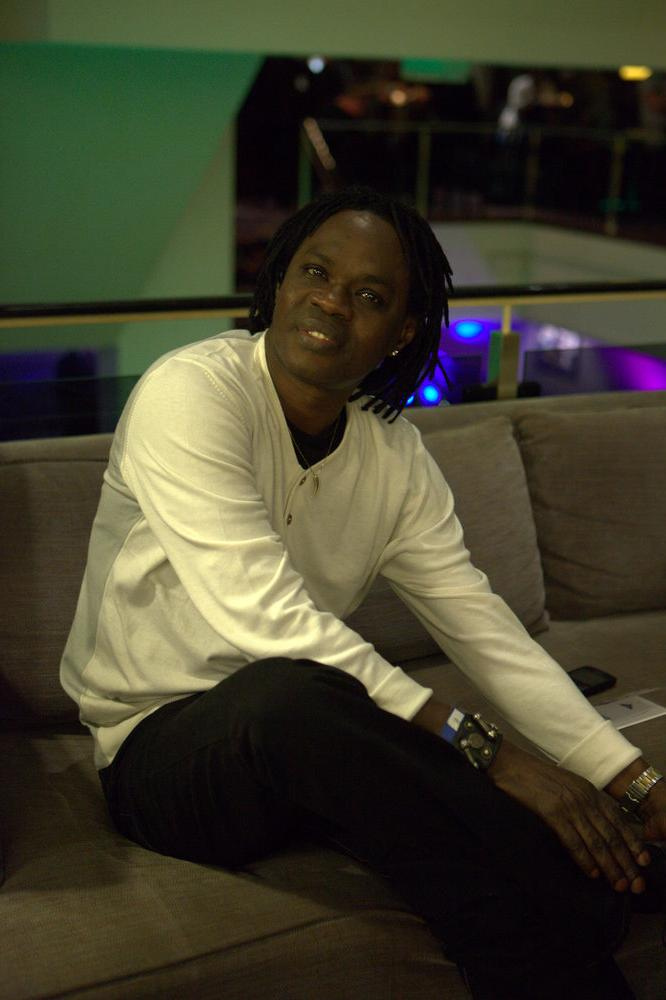
El músico senegalés Baaba Maal ayudó al compositor Ludwig Göransson con su investigación para la banda sonora, y proporcionó su voz para la misma

Al principio, Göransson había abordado la banda sonora con la idea de que la música en Wakanda podía ser lo que sea ya que era un país ficticio, pero descubrió que "la música de África es un lenguaje" usado para la narración, con cada instrumento y ritmo musical teniendo un significado distinto, y quería garantizar que esto se viera reflejado dado que el país claramente está en África. Quería reconocer en particular a la música africana existente que aplicase directamente a escenas en la película, como el uso de ritmos creados miles de años antes para representar grandes batallas durante las secuencias de acción en la película. Otro ejemplo de esto son las escenas de desafío en la película, que incluyen ritmos de desafío tradicionales interpretados por el solista  Magatte Sow con un tambor sabar, junto con "color adicional" de una kora y una vuvuzela (comúnmente oído en eventos deportivos).
En Senegal, Göransson se vio atraído en particular por el tambor parlante como forma de comunicación además de instrumento musical. Esto se convirtió en el primer sonido que usó en la banda sonora para representar a T'Challa / Pantera Negra, y lo describió como "la primera semilla de cómo la instrumentación afectó al proceso". El tema de T'Challa consiste de seis tambores parlantes tocados juntos, con un solo de tambor parlante del solista Massamba Diop puesto encima de los otros. Estos se combinaron con el sonido de un tambor parlante más imitando la palabra "T'Challa" y un ritmo de una caja de ritmos Roland TR-808 para "darle fuerza". Göransson usó el ritmo de base del tambor parlante, el ritmo de la 808, el solo de tambor parlante, el motivo de "T'Challa" con tambor parlante, o una combinación de todos ellos como el ritmo principal para T'Challa en la banda sonora. Por encima de este ritmo, Coogler y Göransson eligieron usar cuernos para que el tema del personaje suene más de la realeza, con Göransson escribiendo música para los cuernos que se sintiera más rítmica que melódica y permitiera que se interpretasen como provenientes del ritmo de los tambores parlantes, en vez de un tema occidental tradicional con tambores de fondo. Göransson sí escribió una melodía de seis notas específica para T'Challa, también tocada con viento metal, que sirve como la pieza final del tema principal del personaje y también es usada como un tema principal para la película durante transiciones entre escenas y para avanzar la historia general.
Después de escuchar en Senegal al músico Amadou Ba tocar un tambin, o flauta fula, Göransson le contó los antecedentes del villano Killmonger en la película, y Ba tocó un poco de música como respuesta a la historia. Göransson sintió que esta música le quedaba bien al personaje, y se convirtió en el primer elemento del tema de Killmonger para la película. La interpretación de Ba giraba en torno a una nota fundamental que Göransson le dio, e incluía canto, gritos, y risas en la flauta mientras la tocaba, siendo una de las palabras gritadas "Killmonger". Göransson describió la interpretación como "triste pero agresiva, enérgica e impulsiva". El compositor le envió sus grabaciones de la flauta fula al actor Michael B. Jordan para ayudarlo a prepararse para interpretar a Killmonger en la película. La flauta fula es usada como pieza de muestra al principio de la película, pero hace una transición a versiones completas de la flauta cuando Killmonger toma control de Wakanda, y representa el orígenes wakandiano y las aspiraciones del personaje. Se combina con una melodía en piano para Killmonger que es misteriosa al principio, y es acompañada por un arpa para representar la inteligencia del personaje. El piano luego hace una transición a cuerdas para mostrar el sufrimiento que el personaje ha tenido, inspirado por obras de Johann Sebastian Bach. Göransson también eligió usar técnicas de producción más modernas, como los ritmos de la 808, para la música de Killmonger en comparación al resto de la banda sonora, con una "onda de ritmo de trap" ya que el personaje es estadounidense y representa a la modernidad en la película. Göransson usó su experiencia con música afroamericana como hip hop y rap –que obtuvo como productor de las obras de Donald Glover bajo su alias "Childish Gambino"– para desarrollar los elementos más modernos del tema de Killmonger, y notó que estos elementos tenían un sonido similar a los tambores africanos tradicional en la banda sonora, lo que le permitió moverse entre los sonidos de Killmonger y Wakanda en la escena de la batalla final, sin sacar a la audiencia de la película. El elemento final del tema del personaje es una "puntuación" de cuatro notas con instrumentos de viento metal y un coro que agrega misterio y drama.
Para la introducción a Wakanda en la película, Göransson se inspiró en una "salida ceremonial" con la que Maal iniciaba cada función de su tour. El compositor colaboró con Maal en una canción de este estilo que cuente con este último cantando sobre la muerte de un elefante en el idioma fula, simbolizando la muerte del padre de T'Challa, T'Chaka. Cuando T'Challa visita al espíritu de su padre en el valle de los muertos, Göransson sintió que el diálogo era tan emocional que la instrumentación debería cambiar para reflejarlo, optando así por enfocarse en cuerdas en vez de percusión. Este "tema ancestral" también se aplica a la relación entre T'Challa y Killmonger, con una "pequeña pieza" desglosada del motivo de cuerdas escuchado en el tema de Killmonger para mostrar que "todo está ligado de algún modo, al igual que [los personajes] están ligados por sangre"; Göransson en realidad desarrolló este tema familiar para todos los personajes desde el motivo de flauta de Killmonger, usando parte de la música originada por Ba. Para T'Challa, suena más tiempo y con una orquesta completa, e indica que él está "intentando encontrar su camino en la vida". Entre otros temas compuestos para la película se encuentra uno para la hermana de T'Challa Shuri, tocado en un balafón, y uno para las guerreras de la Dora Milaje, que consiste de un grupo de mujeres senegalesas dando gritos que Coogler describió como un sonido de "chu chu". Esto último fue apoyado por un coro femenino de Londres.

### Grabación
Debido a que Coogler no usa una pista temporal para sus películas, Göransson comenzó a trabajar en la banda sonora sin referencias específicas para cada escena. El compositor finalmente tuvo suficiente material como para musicalizar la película completa, para el momento en que Coogler armó su primera versión de cuatro horas. Göransson grabó varios elementos diferentes de la banda sonora en el estudio de Baal en Senegal, incluyendo a Baal mismo para su parte en la canción "Wakanda". Después, el compositor grabó el resto de la música con una orquesta occidental clásica de 92 piezas y un coro de 40 personas en Londres, en los Abbey Road Studios por dos semanas durante octubre y noviembre de 2017. Göransson y John Ashton Thomas condujo la orquesta. La música orquestal era a veces usada como contrapunto a las grabaciones de Senegal de Göransson, y otras veces se hizo que "resonara las múltiples capas de ritmos" oídos en dichas grabaciones. El coro cantó en el idioma xhosa, incluyendo pasajes que suenan como "T'Challa" para cuando llega a la arena de la Cascada del Guerrero.
Coogler concluyó que Göransson "realmente puso la mesa para la emoción que intentábamos transmitir [en la película], sea esta emoción, reflexión o tristeza." Moore comparó la trabajo que Göransson que hizo definiendo el sonido de la película al uso de música por parte de James Gunn en las películas de Guardianes de la Galaxia, y dijo que era algo que se expandiría en una secuela de Black Panther. Notó que Göransson sacó a Marvel de su zona de confort en la película, pero que ellos estuvieron dispuestos a darle rienda suelta después de toda la investigación que hizo. Varias veces, los ejecutivos de Marvel cuestionaron si la banda sonora se estaba acercando demasiado a música occidental tradicional, solo para que Göransson explicara que la música que estaban cuestionando fue grabada por músicos tradicionales en África y que la cultura occidental simplemente la había cooptado de África. Göransson reconoció que Marvel apoyó su obra por completo, y dijo que nunca habría podido hacer la música sin pasar tiempo en África primero. A lo largo de todo su trabajo en la banda sonora. Göransson buscó recrear la sensación que tuvo al escuchar por primera ve la música de Maal en Senegal, lo que describió como una fascinante "experiencia extracorporal".

## Banda sonora curada

### Desarrollo

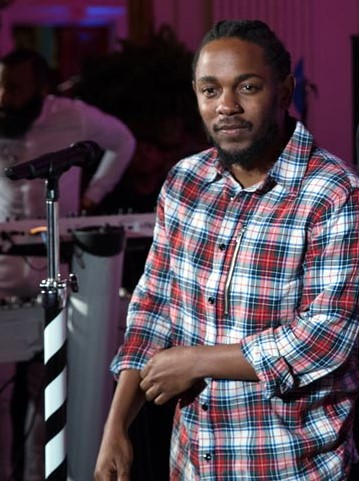
Kendrick Lamar curó el álbum de banda sonora de Black Panther con Anthony Tiffith de Top Dawg Entertainment

Las opiniones de Coogler en cuanto al álbum de banda sonora se inspiraron en aquellos creados como productos licenciados de películas de la década de 1990, donde "artistas tomarían temas [de la película] y harían música inspirada por ellos". Según Coogler, el objetivo de la película era explorar "qué significa ser africano", y sintió que los temas artísticos de Lamar se alineaban con esta meta. Sounwave elogió a Marvel por darle a Top Dawg Entertainment control creativo sobre el álbum y por la decisión inicial de Coogler de combinar el personaje de Pantera Negra con la música de Lamar. Él dijo que la película transcurre en la actualidad en vez de la época en que el personaje debutó en el cómic, y "queremos que toda la banda sonora suene así también. Creo que fue una unión perfecto". Algunos de los momentos específicos donde las últimas canciones del álbum se cruzan con la película incluyen la pista epónima del álbum,  que incluye tambores africanos y a Lamar cantando sobre el peso de ser rey; y la canción "I Am", que cuenta con versos cantados en el idioma zulú.
Sounwave explicó que el álbum era diferente que las obras que él y Lamar solían hacer, dado que estaban siguiendo la narración de la película en vez de crear la suya propia. Dijo que esto les permitió "aprovechar elementos que normalmente no aprovecharíamos". También había un estricto límite de tiempo en el que podían trabajar en el álbum dado el calendario de estreno estipulado de la película, empezando así a trabajar mientras Lamar estaba en The Damn Tour en agosto de 2017. Durante su tiempo en el bus de estudio trasladándose entre funciones, ambos pensarían en "la producción, los ganchos y las ideas" para el álbum. Sounwave estimó que alrededor del 80 por ciento del álbum se completó al final del tour. La labor de terminar las canciones comenzó el mes siguiente, con artistas distintos elegidos para colaborar en canciones en específico. Sounwave describió a estos dos meses como los más vitales durante la creación del álbum. Algunas canciones planeadas durante el tour, incluyendo varias que incluirían a artistas "de renombre", finalmente no fueron producidas porque no encajaban con el concepto general del álbum o no pudieron completarse a tiempo.
Lamar insinuó su participación en el álbum con un easter egg en el video musical de su sencillo "Love" a fines de diciembre, con una claqueta que decía "B. Panther soundtrack coming soon" –en español: banda sonora de B. Panther próximamente–. Después de completar su trabajo en el álbum, Lamar elogió a los productores y aristas que trabajaron con él por permitirle "ejecutar un sonido para la banda sonora". Añadió, "El concepto de producir y componer un proyecto que no es mío siempre ha sido ideal", afirmando que agradecía la experiencia. Coogler sintió que el álbum seguía ligado a la película, pero también se había convertido en "más que eso" y era su propia obra de arte, que puede disfrutarse por separado. Notó que muchos de los artistas que colaboraron en la banda sonora lo hicieron sin saber qué era la película, accediendo a trabajar con Lamar en vez de en un producto licenciado de Black Panther.

### Colaboraciones
Coogler discutió con Lamar quién quería que participase en el álbum, siendo muchos de los nombre que Coogler mencionó artistas que Lamar ya había oído o con los que ya había trabajado. Los artistas finalmente involucrado en las canciones fueron elegidos por su relación a las distintas "estéticas y ondas" deseadas para cada canción, e incluyeron la mayoría de "nombres muy conocidos" bajo Top Dawg Entertainment. Coogler catalogó a la lista de "alucinante". Un grupo particularmente importante para Coogler era SOB x RBE, que salió del área de la Bahía de San Francisco, donde Coogler se crio. Dave Free, mánager de Lamar, se acercó a SOB x RBE, y encontró que Lamar había investigado al grupo a fondo. Lamar ya había escrito una introducción para su canción, dejando que los miembros del grupo escribieran sus propios versos y los interpretasen. Lamar contactó al cantante Khalid mientras cantaba con Lorde en Noruega, y le preguntó si quería trabajar en el proyecto. La canción para la que Khalid fue elegido, "The Ways", fue escrita por Lamar y Swae Lee como una oda a los personajes femeninos fuertes en la película. Khalid lo llamó "reconocimiento y apreciación de cuántas mujeres fuertes en todos los ámbitos –mujeres de color, en especial– son la columna vertebral de todo [...] Estoy agradecido de tener a mi propia madre superhéroe que me inspiró". Después de reunirse con Lamar, Jorja Smith se quedó cantando sobre un rito que Lamar había escrito con Sounwave hasta que Lamar sintiera que "lo encontró". Luego trabajó con Smith para escribir "I Am" en una sesión de cuatro horas.
Varios artistas de Sudáfrica trabajaron en el álbum, entre ellos Babes Wodumo, Sjava, Yugen Blakrok y Saudi. Sounwave explicó que él y Lamar habían pasado meses escuchando a una lista de canciones de música sudafricana en preparación para producir el álbum, ya que querían "adentrarse en su mundo para obtener un sonido orgánico, sónica y emocionalmente". Ambos luego se convirtieron en fanes de esa música. Sjava accedió a unirse al álbum porque personalmente quería trabajar con Lamar, pero también porque "esto ayudará a inspirar a la nación [y] a todo el continente." Saudi dijo en que, en su arte, él "eligió defender y representar por completo mi etnia y mi origen", y que le enorgullecía continuar haciéndolo en "una canción de la lista de la primera y más anticipada película de superhéroes negros." Con el éxito que su canción tendría con el lanzamiento del álbum de Black Panther, Saudi agregó que "no se suponía que sucediera así; me dijeron que no atraería a una audiencia internacional, pero aquí estoy. Estoy tan agradecida". Además, Göransson trabajó con Lamar y Sounwave durante el proceso de realización, pasando tiempos con ellos en su estudio para crear "extractos colaborativos" para toda la película. Él contribuyó a la canción "Opps" que suena durante una persecución de autos en la película. Coogler elogió a esta colaboración, en especial cómo Göransson pudo entrelazar elementos de canciones de Lamar "dentro y fuera de lo orquestal que ya estaba haciendo." Sounwave notó que fue un desafío balancear todos los estilos diferentes de artistas en el álbum, como los "ritmos de queroseno" de SOB x RBE con el "rapero afrofuturista" Vince Staples, e igual mantenerse consistentes con la obra anterior de Lamar y ser accesible a toda la audiencia fílmica posible.

## Lanzamiento

### Sencillos
Lamar lanzó el primer sencillo de su álbum de banda sonora, "All the Stars", el 4 de enero de 2018, en el que colaboró con su colega de Top Dawg SZA. Poco después, un nuevo tráiler de la película tuvo de fondo a "Opps" de Lamar y Vince Staples. Una segunda canción de Lamar con Jay Rock, Future y James Blake llamada "King's Dead" fue lanzada más tarde ese mes. El 2 de febrero, "Pray for Me" de Lamar y The Weeknd se lanzó como el tercer sencillo del álbum.

### Black Panther: The Album
La banda sonora de Lamar fue lanzada como Black Panther: The Album el 9 de febrero de 2018. El álbum cuenta con arte de Nikolas A. Draper-Ivey, un artista conocido en línea por su fan art basado en propiedad intelectual de Disney como Pantera Negra y Spider-Man. Draper-Ivey se sorprendió cuando Interscope Records lo llamó para proporcionar arte para el álbum, pero le emocionó unirse al proyecto y produjo un primer boceto en un día. Luego refinó la pieza con aportes del estudio, y notó que era mucho más minimalista que sus obras normales, con foco en insinuar poder en vez de exagerar. Una versión de vinilo del álbum fue lanzada a principios de mayo de 2018.

#### Lista de canciones
Créditos adaptados de notas y folleto digital:

| N.º   | Título                                                             | Escritor(es)                                                                                                  | Productor(es)                  | Duración |  |
| 1.    | «Black Panther» (por Kendrick Lamar)                               | Kendrick Duckworth Mark Spears Kevin Gomringer Tim Gomringer Matt Schaeffer                                   | Kendrick Lamar Sounwave        | 2:11     |  |
| 2.    | «All the Stars» (por Kendrick Lamar y SZA)                         | Duckworth Spears Al Shuckburgh Solána Rowe Anthony Tiffith                                                    | Sounwave Al Shux               | 3:56     |  |
| 3.    | «X» (por Schoolboy Q, 2 Chainz y Saudi)                            | Duckworth Spears Ramon Ibanga Quincy Hanley Tauheed Epps Anele Mbisha                                         | Sounwave                       | 4:27     |  |
| 4.    | «The Ways» (por Khalid y Swae Lee)                                 | Duckworth Spears Matthew Tavares Chester Hansen Leland Whitty Alexander Sowinski Khalid Robinson Khalif Brown | Sounwave BadBadNotGood Lamar   | 3:59     |  |
| 5.    | «Opps» (por Vince Staples y Yugen Blakrok)                         | Duckwort Spears Ludwig Göransson Vincent Staples                                                              | Sounwave Göransson             | 3:01     |  |
| 6.    | «I Am» (por Jorja Smith)                                           | Duckworth Spears Jorja Smith Tobias Breuer Troy Chester                                                       | Sounwave Lamar                 | 3:29     |  |
| 7.    | «Paramedic!» (por SOB X RBE)                                       | Duckworth Dacoury Natche Spears K. Gomringer T. Gomringer Juwon Lee Graham Harris Wayman Barrow Jabbar Brown  | DJ Dahi Sounwave Cubeatz       | 3:39     |  |
| 8.    | «Bloody Waters» (por Ab-Soul, Anderson Paak y James Blake)         | Duckworth Spears Robin Braun Herbert Stevens IV James Litherland                                              | Sounwave Lamar                 | 4:32     |  |
| 9.    | «King's Dead» (por Jay Rock, Kendrick Lamar, Future y James Blake) | Duckworth | Mike Will Made It Teddy Walton | 3:50     |  |
| 10.   | «Redemption Interlude»                                             | Duckworth Hykeem Carter Zacari Pacaldo                                                                        | Baby Keem Lamar                | 1:25     |  |
| 11.   | «Redemption» (por Zacari y Babes Wodumo)                           | Duckworth Walton Kurtis McKenzie Mike Riley Pacaldo Bongekile Simelane Mandla Maphumulo                       | McKenzie Walton Scribz Riley   | 3:42     |  |
| 12.   | «Seasons» (por Mozzy, Sjava y Reason)                              | Duckworth Spears Adam Feeney Timothy Patterson Jabulani Hadebe Robert Gill                                    | Sounwave Lamar Frank Dukes     | 4:02     |  |
| 13.   | «Big Shot» (por Kendrick Lamar y Travis Scott)                     | Duckworth Ronald LaTour Brock Korsan K. Gomringer T. Gomringer Spears Jacques Webster                         | Cardo Cubeatz                  | 3:42     |  |
| 14.   | «Pray for Me» (por The Weeknd y Kendrick Lamar)                    | Abel Tesfaye Duckworth Feeney Martin McKinney                                                                 | Frank Dukes Doc McKinney       | 3:31     |  |
| 49:19 |                                                                    | |                                |          |  |

Notas
- Kendrick Lamar contribuye voz a todas las canciones, incluso aquellas en las que no está acreditado.[42]
- «Redemption» cuenta con voz no acreditada de Mampintsha.[43]
- «Big Shot» contiene una interpolación no acreditada de «New Freezer» de Rich the Kid con Kendrick Lamar.[44]

#### Personal adicional
Créditos adaptados del folleto digital:
Músicos
- Ezinma – arreglo de cuerdas (pistas 1,2)
- Sounwave – arreglo de cuerdas (pistas 1, 2)
- Bēkon – cuerdas adicionales (pistas 6, 12)
- Rascal – sample original (pista 6)
- Knukuth – sample original (pista 6)
- James Blake – teclado adicional (pista 8)
- Rob Gueringer – bajo y guitarra adicional (pista 12)

|}
Técnicos
- Matt Schaeffer – grabación (pistas 1-9, 11, 13), mezcla (pistas 1-10)
- Sam Ricci – grabación (pista 2)
- James Hunt – grabación (pista 3)
- Ruff Nkosi – grabación (Saudi, pista 3; Sjava, pista 12)
- Nolan Presley – grabación (2 Chainz, pista 3)
- Michael Law Thomas – grabación (Vince Staples, pista 5)
- LMNZ – recording (Yugen Blakrok, pista 5)
- Max Perry – grabación (SOB X RBE, pista 7)
- Joshua Smith – grabación (James Blake, pista 8)
- Nevin J. Thomas – grabación (Anderson Paak, pista 8)
- Eric Manco – grabación (Future, pista 9)
- Hykeem Carter – grabación (pista 10)
- Zacari – grabación (pista 10)
- Mandla Maphumulo – grabación (Babes Wodumo, pista 11)
- DaveO – grabación  (Mozzy, pista 12)
- Mark "Keitel" Lowe, Jr. – grabación (Reason, pista 12)
- Jimmy Cash – grabación (Travis Scott, pista 13)
- Beatriz Artola – grabación (Kendrick Lamar, pista 14)
- Shin Kamiyama – grabación (The Weeknd, pista 14)
- Mike Sonier – grabación (The Weeknd, pista 14)
- Doc McKinney – grabación (Samrawit Hailu, pista 14)
- Barry McCready – assistant engineering (pista 14)
- Derek "MixedByAli" Ali – mezcla (pistas 11, 13)
- Jaycen Joshua – mezcla (pista 14)
- Cyrus Taghipour – asistencia de mezcla (pistas 11, 13)
- David Nakaji – asistencia de mezcla (pista 14)
- Mike Bozzi – masterización (todas las pistas)
- Mike Dean – masterización (pista 13)
- Chris Athens – masterización (pista 14)

|}

### Black Panther (Original Score)
Un álbum con la música de Göransson fue lanzado digitalmente por Hollywood Records el 16 de febrero de 2018. Una versión de vinilo del álbum fue lanzada el 18 de mayo.

#### Lanzamiento digital
Toda la música compuesta por Ludwig Göransson:
| N.º     | Título                            | Duración |  |
| 1.      | «Wakanda Origins»                 | 1:44     |  |
| 2.      | «Royal Talon Fighter»             | 4:00     |  |
| 3.      | «Wakanda» (con Baaba Maal)        | 2:20     |  |
| 4.      | «Warrior Falls»                   | 4:06     |  |
| 5.      | «The Jabari»                      | 1:08     |  |
| 6.      | «Waterfall Fight»                 | 4:03     |  |
| 7.      | «Ancestral Plane»                 | 4:27     |  |
| 8.      | «Killmonger»                      | 2:55     |  |
| 9.      | «Phambili»                        | 2:31     |  |
| 10.     | «Casino Brawl»                    | 3:32     |  |
| 11.     | «Busan Car Chase»                 | 2:49     |  |
| 12.     | «Questioning Klaue»               | 3:32     |  |
| 13.     | «Outsider»                        | 2:07     |  |
| 14.     | «Is This Wakanda?»                | 2:46     |  |
| 15.     | «Killmonger's Challenge»          | 5:07     |  |
| 16.     | «Killmonger vs. T'Challa»         | 3:30     |  |
| 17.     | «Loyal to the Throne»             | 1:35     |  |
| 18.     | «Killmonger's Dream»              | 3:15     |  |
| 19.     | «Burn It All»                     | 3:24     |  |
| 20.     | «Entering Jabariland»             | 2:42     |  |
| 21.     | «Wake Up T'Challa»                | 6:08     |  |
| 22.     | «The Great Mound Battle»          | 3:48     |  |
| 23.     | «Glory to Bast»                   | 6:06     |  |
| 24.     | «The Jabari, Pt. II»              | 2:22     |  |
| 25.     | «A Kings Sunset» (con Baaba Maal) | 4:28     |  |
| 26.     | «A New Day»                       | 1:47     |  |
| 27.     | «Spaceship Bugatti»               | 1:23     |  |
| 28.     | «United Nations / End Titles»     | 7:32     |  |
| 1:35:07 |                                   |          |  |

#### Lanzamiento de vinilo
Toda la música compuesta por Ludwig Göransson:
| Lado A |                            |          |  |
| N.º    | Título                     | Duración |  |
| 1.     | «Wakanda» (con Baaba Maal) | 2:20     |  |
| 2.     | «Warrior Falls»            | 4:06     |  |
| 3.     | «Waterfall Fight»          | 4:03     |  |
| 4.     | «Ancestral Plane»          | 4:27     |  |
| 5.     | «Killmonger»               | 2:55     |  |
| 6.     | «Casino Brawl»             | 3:32     |  |
| 7.     | «Busan Car Chase»          | 2:49     |  |
| 24:12  |                            |          |  |

| Lado B |                                   |          |  |
| N.º    | Título                            | Duración |  |
| 1.     | «Killmonger's Challenge»          | 5:07     |  |
| 2.     | «Killmonger vs. T'Challa»         | 3:30     |  |
| 3.     | «Burn It All»                     | 3:24     |  |
| 4.     | «The Great Mound Battle»          | 3:48     |  |
| 5.     | «Glory to Bast»                   | 6:06     |  |
| 6.     | «A Kings Sunset» (con Baaba Maal) | 4:28     |  |
| 26:23  |                                   |          |  |

## Recepción

### Desempeño comercial
El álbum de banda sonora debutó en el primer puesto en el Billboard 200 de EE. UU. con 154 000 unidades equivalentes a álbumes, incluyendo 52 000 puramente de ventas del álbum. Permaneció en el primer lugar en su segunda semana, moviendo 131 000 unidades con 40 000 puramente de ventas del álbum.
| Lista (2018)                        | Máxima posición |
| ----------------------------------- | --------------- |
| Australia (ARIA)                    | 2               |
| Austria (Ö3 Austria)                | 13              |
| Bélgica (Ultratop flamenca)         | 8               |
| Bélgica (Ultratop valona)           | 35              |
| Canadá (Billboard Canadian Albums)  | 1               |
| Dinamarca (Hitlisten)               | 1               |
| Países Bajos (Album Top 100)        | 2               |
| Finlandia (Suomen Virallinen Lista) | 2               |
| Francia (SNEP)                      | 18              |
| Alemania (Media Control Charts)     | 12              |
| Italia (FIMI)                       | 4               |
| Nueva Zelanda (Recorded Music NZ)   | 2               |
| Noruega (VG-lista)                  | 1               |
| Suiza (Schweizer Hitparade)         | 7               |
| Reino Unido (UK Compilation Albums) | 9               |
| Estados Unidos (Billboard 200)      | 1               |

| Lista (2018)                       | Posición |
| ---------------------------------- | -------- |
| Australia (ARIA)                   | 22       |
| Bélgica (Ultratop Flanders)        | 53       |
| Bélgica (Ultratop Wallonia)        | 196      |
| Canadá (Billboard Canadian Albums) | 11       |
| Dinamarca (Hitlisten)              | 26       |
| Países Bajos (MegaCharts)          | 55       |
| Estonia (IFPI)                     | 11       |
| Nueva Zelanda (Recorded Music NZ)  | 11       |
| Estados Unidos (Billboard 200)     | 12       |

| País                                                                 | Certificación | Ventas  |
| -------------------------------------------------------------------- | ------------- | ------- |
| Australia (ARIA)                                                     | Oro           | 35 000^ |
| Dinamarca (IFPI Dinamarca)                                           | Oro           | 10 000^ |
| Francia (SNEP)                                                       | Oro           | 50 000* |
| Nueva Zelanda (RMNZ)                                                 | Platino       | 15 000^ |
| Estados Unidos (RIAA)                                                | Platino       | 209 000 |
| * las cifras de ventas sobre la base de la certificación por sí sola |               |         |
| ^ cifras de envíos sobre la base de la certificación por sí sola     |               |         |

| Lista (2018)                   | Máxima posición |
| ------------------------------ | --------------- |
| Bélgica (Ultratop flamenca)    | 193             |
| Estados Unidos (Billboard 200) | 64              |
| Estados Unidos (World Albums)  | 1               |

### Crítica

#### The Album
Metacritic, que usa una media ponderada, le asignó un puntaje de 80 de 100 basado en 14 críticos, indicando "reseñas generalmente favorables". Matt Miller de Esquire dijo que el álbum fue un "momento maravilloso en la historia del cine [...] un hito absoluto", sintiendo que el hecho de que "estos temas puedan tratarse en una plataforma [de Disney] así hace que el progreso parezca posible." Clayton Purdon de The A.V. Club sintió que la banda sonora de Black Panther fue uno de los mejores álbumes de rap hasta el momento en 2018, sintiendo que las canciones individualmente "van a lo seguro, pero el proyecto en sí no, un audaz esfuerzo de energía de uno de los músicos más universalmente venerados [...] el álbum no necesita a la película; funciona solo". Lo comparó a otras bandas sonoras lideradas por artistas para películas como Tron: Legacy, Coffy y 8 Mile. Escribiendo para Vice, Robert Christgau llamó a la música "pop-rap furtivamente experimental" y le dio crédito a Lamar por "marcar a cada [canción] con un verso, coro o gancho definido por el menos real de los grandes flows de rap, sin pretensiones e igualmente haciendo que cada palabra cuente".
Andy Kellman le dio a la banda sonora cuatro estrellas de cinco en AllMusic, llamándola una "convergencia sin precedentes de la industria cinematográfica dominante con un músico intransigente prosperando comercial y artísticamente." Notó que "la mayoría de los invitados evidentemente abordaron esto como un álbum de Kendrick Lamar, no como una banda sonora. Black Panther: The Album cumple bien ambos propósitos." Larry Bartleet también le dio al álbum cuatro estrellas en su reseña para NME. Bartleet lo llamó el nuevo estándar para bandas sonoras de Marvel, y que era difícil elegir un momento que resalte. Destacó cómo las letras de Lamar a veces reflejan el punto de vista de T'Challa y otra veces están del lado de Killmonger, a tono con la "comprensión empática de la perspectiva de ambos personajes" de la película. En una reseña para Pitchfork, Sheldon Pearce dijo que "está bien afinado, consciente de su audiencia, sus objetivos, y la importancia", sintiendo que a veces era complicado  o incluso genérico pero en última instancia "cumple lo que promete, al igual que el mundo de cómic más grande que ahora ocupa." Kathleen Johnston de GQ describió al álbum como digno de celebrarse, afirmando que lo que carece "en esteticismo aural puro, más que compensa en intención." Ella sintió que los artistas sudafricanos incluidos volvieron a la banda sonora "una celebración en toda regla del talento negro pan-continental [haciéndose eco de] el mensaje más amplio de la película de representación real y diversa en oposición a mero tokenismo." Johnston elogió al álbum, junto con la película, como "la máxima celebración de excelencia negra. Quedará como una marca histórica en la diversificación de la cultura popular."
En Rolling Stone, Jody Rosen sintió que el álbum fue una entrada fascinante a la discografía de Lamar. Ella sintió que los elementos de la mitología de Pantera Negra incluidos en la banda sonora eran "disparatados", pero que se alineaban con los temas de las otras obras de Lamar, y también elogió a las artistas femeninas que aparecieron, como SZA, Jorja SMith y Yugen Blakrok. Jon Parelis en The New York Times afirmó que todo el peso simbólico atado a la película se extendió al álbum también, y sintió que el producto era casi tan denso en ideas como cualquiera de las obras en solitario de Lamar. Elogió los esfuerzos de Sounwave como productor del álbum, pero notó que la mayoría de los artistas invitados trataron a sus canciones como música para California en vez del escenario africano de la película. Para Thrillist, Dan Jackson dijo que el álbum no es "un ejercicio de control de autor como la brillantemente extraña banda sonora de Batman por Prince", pero tampoco es puramente una forma cínica de hacer dinero rápido." Elogió los momentos con mucho rap y los segmentos dedicados a la perspectiva de Killmonger, pero sintió que puede ser muy parecido a álbumes previos lanzados por Top Dawg Entertainment en términos de estética, y concluyó que "la audacia del álbum y la película tienen un límite." Alex Petridis de The Guardian llamó a la banda sonora "un agradable lanzamiento intersticial en vez de esencial" pero notó que podría deberse al alto estándar que puso la obra previa de Lamar. Habló en forma positiva de que Lamar no dejase que el MCU "reinase" en su estilo, pero pensó que el álbum era menos consistente que algunas de las obras previas de Lamar.
También escribiendo para Vice, Lawrence Burney criticó el número de artistas no estadounidenses presentes en el álbum, lamentando que podría haber sido "mucho más" si hubiera representado a más comunidades negras globales. Concluyó que "hay lugar para imaginar cómo podría haber resultado si Kendrick y el resto de TDE intercambiara a James Blake y algunos raperos estadounidenses por artistas como la jamaiquina Spice [o] la brasileña Karol Conká [...] Podría haber hecho una pieza de acompañamiento musical igual de notable que Black Panther. Pero si nunca se toman esos riesgos, en especial con plataformas tan grandes como Marvel apoyando, tal vez no lleguemos a ver lo que una unión artística realmente podría hacer por las relaciones diaspóricas." Dustin Seibert estaba emocionado por el lanzamiento del álbum, pero en su reseña del mismo para The Grio expresó decepción, encontrando mediocres a muchas de las canciones y criticando en especial el apoyo de Lamar, al cual sintió que detraía de algunas de las interpretaciones de los invitados. También criticó letras que encontró degradantes hacia mujeres o incluso "básicos versos de gangster de porquería", lo que le pareció que chocaba con los temas de la película. Afirmó que esperaba que la película en sí fuera mejor que el decepcionante álbum de banda sonora.

#### Original Score
Brian Josephs en Pitchfork elogió la "espectacular" banda sonora de Göransson, sintiendo que el modo en que el compositor arraigó los elementos africanos de su música en las emociones de la película evitaron que "simplemente marque las casillas diaspóricas". Josephs notó el "cuidado y desarrollo" que Göransson muestra en la canción "Wakanda" y en tema de Killmonger, como los elementos únicos usados en este último que sirven para desorganizar la música de Wakanda cuando el personaje llega al país. Jonathan Broxton de Movie Music UK le dio crédito a Göransson por su investigación y compromiso de comunicar fielmente la música africana en su banda sonora, en vez de solo usar "percusión étnica indeterminada", pero sintió que esto fue "todo para nada si la banda sonora final no actúa como una música cinematográfica buena y apropiada de por sí. Afortunadamente, la habilidades compositoras de Göransson son fuertes, y como resultado la banda sonora de Black Panther se eleva." Broxton elogió en particular las diferentes capas de los temas de T'Challa y Killmonger, y el modo en que Göransson pudo deconstruirlos y usar sus elementos a lo largo de las pistas. Concluyó que la banda sonora es "culturalmente apropiada, instrumentalmente fascinante [...] y tiene una arquitectura temática inteligente digna de grandes elogios."
En una reseña para AllMusic, Neil Z. Yeung le dio cuatro estrellas de cinco, llamándola "triunfante" y destacando los momentos donde los elementos africanos eran combinados con orquesta tradicional y hip-hop moderno. Luke Martin de Fortitude Magazine opinó que "echa por tierra a otras bandas sonoras de Marvel", describiéndola como "rica" en sonidos africanos que ayudan a darle más "gravedad a cada aspecto de la historia, arraigada en un contexto emocional." También destacó la música de viento metal para la realeza, así como el uso de música moderna en el tema de Killmonger. Sean Wilson, de mfiles, comparó la música con la "obra maestra" de Jerry Goldsmith The Ghost and the Darkness, llamándola "auténtica, emocionante e inspiradora". Aunque pesó que estuvo cerca de ser "demasiado larga" en el álbum, sintió que la música superó esto en sus texturas "dinámicas y vibrantes", combinando heroísmo hollywoodense con música senegalesa auténtica, convirtiéndose en una banda sonora que para Wilson no podría ser acusada de carecer de personalidad como otras bandas sonoras del UCM. Bekah Burbank en Laughing Place elogió la música por ser "notablemente única", encontrándola una de las mejores de Marvel. Elogió en particular a "Wakanda" como apasionante y emotiva, comparándola con "Circle of Life" de El rey león como "nuestra presentación al país y al pueblo [...] te transporta instantáneamente allí". Burbank también habló bien de la acción, como durante la pelea en el Casino.
Mihnea Manduteanu, en su sitio web Soundtrack Dreams, elogió a la banda sonora como un golpe de aire fresco en comparación a otras músicas cinematográficas del UCM, destacando los varios estilos musicales diferentes que Göransson combinó; afirmó, "nunca he escuchado música de cine como esta. Es una fusión de estilos y estados de ánimo como ninguna otra". Concluyó que mientras la película cambió el panorama en la industria, la música cambia el panorama para bandas sonoras del UCM. Christian Clemmenson, de Filmtracks, le dio a la música cuatro estrellas de cinco, llamándola "una de las bandas sonoras más llamativas y posiblemente vertiginosa de esta generación", con Göransson mayormente logrando combinar con éxito los varios elementos de su música. Clemmenson elogió el uso de percusión y voz en la música, y opinó que está temáticamente "bastante bien desarrollada"; en especial, habló del trompeteo principal como "un tema fácil de identificar para combatir todos los otros elementos de la banda sonora, sin mencionar" el álbum de Lamar, pero pensó que la mejor pieza en la música fue el tema de Killmonger, que ofrece "las expresiones más sentidas de la banda sonora". Sin embargo, Clemmenson sintió que algunos pasajes del tema de los Jabari eran "interesantes a nivel intelectual pero en realidad casi intolerables", y también le decepcionaron algunos de los elementos electrónicos generales implementados. Añadió que el álbum "definitivamente necesita algo de pulido", pero en general comparó a la banda sonora con la de Mark Mothersbaugh para Thor: Ragnarok por ser "otra fantástica desviación de la norma en el universo cinematográfico de Marvel sin sacrificar las necesidades básicas del género."
Anton Smit de Soundtrack World se vio sorprendido por la banda sonora, esperando escuchar música estándar de superhéroes y encontrando en su lugar algo fresco que "realmente usa elementos africanos genuinos, no solo sonidos que salen de una computadora." Smit elogió la combinación de música africana, orquestal y electrónica, así como el uso de Göransson de leitmotifs. Notó cómo la percusión normalmente presente en una "rimbombante" banda sonora hollywoodense es reemplazada aquí por interpretaciones que no "parecen descerebradas para nada, ya que puede sentirse el alma que los músicos africanos ponen en su obra", y concluyó que Göransson estuvo a la altura de la tradición africana de contar historias a través de la música. Pete Simmons de Synchrotone's Soundtrack Reviews encontró a la música divertida, describiéndola como "una conmovedora banda sonora de superhéroes y una extravagante música étnica todo en uno". Destacó la música de acción, y calificó de "buenos toques" al uso de tambores parlantes que tocasen el nombre de T'Challa y el grito de "Killmonger" en el tema del personaje. Sin embargo, la encontró algo repetitiva, agregando que Göransson podía estar tratando de agregar demasiados elementos a la música, y que la presentación del álbum tenía algunas mezclas inconsistentes. James Southall, de Movie Wave, opinó que Göransson había tenido algunas buenas ideas, en especial el tema de Killmonger, que lo encontró tanto sorprendente como fascinante, pero que estaban muy dispersas en el álbum. Calificó a la presentación de penosa, sintiendo que la música tenía el potencial de obtener un puntaje de cuatro estrellas de cinco, pero en realidad merecía dos estrellas por la longitud del álbum.

### Impacto en la industria
La banda sonora de Lamar, junto con la de la película El gran showman (2017), fueron nombradas prueba de un "renacimiento de bandas sonoras" con un creciente interés general en álbumes ligados a películas. El presidente de Atlantic Records Kevin Weaver dijo que "cuando la música adecuada se alinea al medio adecuado, en especial con estos nuevos medios de distribución musical, streaming en particular, se crea todo un nuevo mundo de bandas sonoras que antes no existía." Manny Smith, ejecutivo de Interscope Reocrds, sintió que Black Panther: The Album resaltó por la fuerte dirección de Coogler y Lamar, añadiendo, "creo que impulsará a la gente a hacer más música de relevancia cultural, y a ser más consciente. Ese siempre es nuestro objetivo". David Bakula, vicepresidente de la analítica Nielsen Entertainment, dijo que el álbum fue "mucho más grande que solo un lanzamiento musical. Es mucho más grande que solo un álbum recopilatorio." El analista de MIDiA Research Zach Fuller añadió que el éxito del álbum podría "indicar que el streaming está devolviendo a la gente a este modelo [centrado en bandas sonoras ...] podría ser la industria del cine la que abra paso a preservar el álbum como medio artístico." Comparó esta posible tendencia al modo en que las películas de Bollywood afectan a la música popular en India.

### Premios y nominaciones
| Año                                                   | Premio                                                              | Categoría                                                                      | Receptor(es)                   | Resultado       | Ref(s)  |
| ----------------------------------------------------- | ------------------------------------------------------------------- | ------------------------------------------------------------------------------ | ------------------------------ | --------------- | ------- |
| 2018                                                  |                                                                     |                                                                                |                                |                 |         |
| Billboard Music Awards                                | Mejor banda sonora                                                  | Black Panther: The Album                                                       | Nominado                       | [ 105 ]         |         |
| BET Awards                                            | Álbum del año                                                       | Black Panther: The Album                                                       | Nominado                       | [ 106 ]         |         |
| Premios Saturn                                        | Mejor música                                                        | Ludwig Göransson                                                               | Nominado                       | [ 107 ]         |         |
| Teen Choice Awards                                    | Mejor colaboración musical                                          | "Pray for Me"                                                                  | Nominada                       | [ 108 ]         |         |
| Teen Choice Awards                                    | Mejor canción de R&B/hip-Hop                                        | "All the Stars"                                                                | Nominada                       | [ 108 ]         |         |
| MTV Video Music Awards                                | Mejores efectos visuales                                            | "All the Stars" (Loris Paillier para BUF Paris)                                | Ganadora                       | [ 109 ]         |         |
| iHeartRadio Much Music Video Awards                   | Mejor colaboración                                                  | "All the Stars"                                                                | Nominada                       | [ 110 ]         |         |
| iHeartRadio Much Music Video Awards                   | Mejor colaboración                                                  | "Pray for Me"                                                                  | Nominada                       | [ 110 ]         |         |
| Premios American Music                                | Mejor banda sonora                                                  | Black Panther: The Album                                                       | Ganador                        | [ 111 ]         |         |
| World Soundtrack Awards                               | Mejor canción original escrita para una película                    | "Black Panther"                                                                | Ganadora                       | [ 112 ]         |         |
| Hollywood Music in Media Awards                       | Banda sonora original – Película de ciencia ficción/fantasía/terror | Ludwig Göransson                                                               | Ganador                        | [ 113 ] [ 114 ] |         |
| Hollywood Music in Media Awards                       | Canción original – Película de ciencia ficción/fantasía/terror      | "All the Stars"                                                                | Ganadora                       | [ 113 ] [ 114 ] |         |
| Hollywood Music in Media Awards                       | Álbum de banda sonora                                               | Black Panther: The Album                                                       | Ganador                        | [ 113 ] [ 114 ] |         |
| Hollywood Music in Media Awards                       | Mejor supervisión musical – Cine                                    | Dave Jordan                                                                    | Nominado                       | [ 113 ] [ 114 ] |         |
| African American Film Critics Association             | Mejor canción original                                              | "All the Stars"                                                                | Ganadora                       | [ 115 ]         |         |
| Washington D. C. Area Film Critics Association Awards | Banda sonora                                                        | Ludwig Göransson                                                               | Nominado                       | [ 116 ]         |         |
| 2019                                                  | Houston Film Critics Society                                        | Mejor banda sonora                                                             | Ludwig Göransson               | Nominado        | [ 117 ] |
| 2019                                                  | Houston Film Critics Society                                        | Mejor canción                                                                  | "All the Stars"                | Nominada        | [ 117 ] |
| 2019                                                  | Sociedad de Críticos de Cine en Línea                               | Mejor banda sonora                                                             | Ludwig Göransson               | Nominado        | [ 118 ] |
| 2019                                                  | Premios Satellite                                                   | Mejor canción original                                                         | "All the Stars"                | Nominada        | [ 119 ] |
| 2019                                                  | Premios de la Crítica Cinematográfica                               | Mejor canción                                                                  | "All the Stars"                | Nominada        | [ 120 ] |
| 2019                                                  | Premios de la Crítica Cinematográfica                               | Mejor compositor de banda sonora                                               | Ludwig Göransson               | Nominado        | [ 120 ] |
| 2019                                                  | Sindicato de Directores de Arte                                     | Video comercial y musical                                                      | "All the Stars" (Ethan Tobman) | Nominada        | [ 121 ] |
| 2019                                                  | Premios Globo de Oro                                                | Mejor banda sonora                                                             | Ludwig Göransson               | Nominado        | [ 122 ] |
| 2019                                                  | Premios Globo de Oro                                                | Mejor canción original                                                         | "All the Stars"                | Nominada        | [ 122 ] |
| 2019                                                  | Premios Grammy                                                      | Álbum del año                                                                  | Black Panther: The Album       | Nominado        | [ 123 ] |
| 2019                                                  | Premios Grammy                                                      | Canción del año                                                                | "All the Stars"                | Nominada        | [ 123 ] |
| 2019                                                  | Premios Grammy                                                      | Grabación del año                                                              | "All the Stars"                | Nominada        | [ 123 ] |
| 2019                                                  | Premios Grammy                                                      | Mejor interpretación de rap                                                    | "King's Dead"                  | Ganadora        | [ 123 ] |
| 2019                                                  | Premios Grammy                                                      | Mejor colaboración de rap/cantada                                              | "All the Stars"                | Nominada        | [ 123 ] |
| 2019                                                  | Premios Grammy                                                      | Mejor canción de rap                                                           | "King's Dead"                  | Nominada        | [ 123 ] |
| 2019                                                  | Premios Grammy                                                      | Mejor álbum de banda sonora para medio visual                                  | Ludwig Göransson               | Ganador         | [ 123 ] |
| 2019                                                  | Premios Grammy                                                      | Mejor canción escrita para una película, televisión u otro medio visual        | "All the Stars"                | Nominada        | [ 123 ] |
| 2019                                                  | Black Reel Awards                                                   | Mejor canción original                                                         | "All the Stars"                | Ganadora        | [ 124 ] |
| 2019                                                  | Black Reel Awards                                                   | Mejor canción original                                                         | "Pray for Me"                  | Nominada        | [ 124 ] |
| 2019                                                  | Black Reel Awards                                                   | Mejor banda sonora                                                             | Ludwig Göransson               | Nominado        | [ 124 ] |
| 2019                                                  | Premios del Sindicato de Supervisores de Música                     | Mejor canción o grabación creada para una película                             | "All the Stars"                | Nominada        | [ 125 ] |
| 2019                                                  | Premios del Sindicato de Supervisores de Música                     | Mejor supervisión musical para película con más de $25 millones de presupuesto | Dave Jordan                    | Nominado        | [ 125 ] |
| 2019                                                  | Premios Óscar                                                       | Mejor canción original                                                         | "All the Stars"                | Nominada        | [ 126 ] |
| 2019                                                  | Premios Óscar                                                       | Mejor banda sonora                                                             | Ludwig Göransson               | Ganador         | [ 126 ] |
| 2019                                                  | Premios Juno                                                        | Mejor sencillo                                                                 | "Pray for Me"                  | Nominada        | [ 127 ] |
| 2019                                                  | Asociación Internacional de Críticos de Música Cinematográfica      | Compositor del año                                                             | Ludwig Göransson               | Nominado        | [ 128 ] |
| 2019                                                  | Asociación Internacional de Críticos de Música Cinematográfica      | Banda sonora del año                                                           | Ludwig Göransson               | Nominado        | [ 128 ] |
| 2019                                                  | Asociación Internacional de Críticos de Música Cinematográfica      | Mejor banda sonora original – Película de fantasía/ciencia ficción/terror      | Ludwig Göransson               | Nominado        | [ 128 ] |
| 2019                                                  | NAACP Image Awards                                                  | Mejor dúo, grupo o colaboración                                                | "All the Stars"                | Ganadora        | [ 129 ] |
| 2019                                                  | NAACP Image Awards                                                  | Mejor banda sonora/compilación                                                 | Black Panther: The Album       | Ganador         | [ 129 ] |

## Remixes

### Wakanda ForeverEver

#### Antecedentes
Inspirado por el uso de la activista April Reign del hashtag de Twitter #WakandaForeverEver, su amigo J. Period comenzó a explorar la música de Black Panther y cómo conectaba con las obras del grupo de hip-hop OutKast. Él notó el papel prominente que tiene la percusión en la música tanto de Wakanda como de hip-hop, y decidió trabajar en un proyecto que pudiera usar para discutir dicha conexión y con suerte iniciar conversaciones sobre eso con otros. Wakanda ForeverEver usa samples de ambas bandas sonoras de Black Panther, así como el álbum de OutKast Stankonia. También incluye clips de Coogler discutiendo la película y varios raperos hablando de injusticia social y política. J. Period lanzó la mixtape para streaming el 20 de abril de 2018, con arte de Dan Lish, que vio la película y escuchó la mixtape para inspirarse. La descarga digital también incluye una pista adicional con Sterling K. Brown, repitiendo su papel como N'Jobu de la película, contando el origen del hip-hop al igual que cuenta el origen de Wakanda en el filme.

#### Lista de canciones
| N.º   | Título                                                               | Duración |  |
| 1.    | «Wakandan Airlines [Sky High] [J.PERIOD Remix]»                      |          |  |
| 2.    | «Seasons Change b/w Afro-Future [J.PERIOD Remix]»                    |          |  |
| 3.    | «Wakanda vs. Babylon [J.PERIOD Remix]»                               |          |  |
| 4.    | «T’Challa vs. Killmonger [Elevation Anthem] [J.PERIOD Remix]»        |          |  |
| 5.    | «T’Rosa Parks [J.PERIOD Remix]»                                      |          |  |
| 6.    | «Royal Panther b/w Wakandan Belle [J.PERIOD Remix]»                  |          |  |
| 7.    | «All Hail The Dora Milaje [Interlude]»                               |          |  |
| 8.    | «Wakandan Church Cookout [J.PERIOD Remix]»                           |          |  |
| 9.    | «Storytellin’ [J.PERIOD “Fela-bration” Remix]» (con Daniel Crawford) |          |  |
| 10.   | «WakandATLiens [J.PERIOD Remix]»                                     |          |  |
| 11.   | «Jabariland Outkasts [Outtro] [J.PERIOD Remix]»                      |          |  |
| 12.   | «Bombs Over Wakanda [Reprise] [J.PERIOD Remix]»                      |          |  |
| 13.   | «Bonus: T’Challa in ATL [J.PERIOD Remix]»                            |          |  |
| 45:34 |                                                                      |          |  |

#### Recepción
Datwon Thomas de Vibe elogió la mixtape como "una producción gigantesca de inspiración y ciencia intelectual", destacando en particular la mezcla de rap con la música de la película y los clips añadidos de personas hablando; Thomas dijo que un clip de Tupac Shakur le dio a la música un "rumbo poderosa, impactante y educativa". Bandini, de Ambrosia for Heads, describió al concepto de la mixtape como una invitación de "la Pantera a la mazmorra de la posibilidad de un épico viaje sonoro", y sintió que los resultados llevaron la visión de J. Period "a la máxima posibilidad".

### Black Panther: Wakanda Remixed

#### Antecedentes
El 16 de agosto de 2018, Hollywood Records y Marvel Music lanzaron una reproducción extendida titulada Black Panther: Wakanda Remixed, con remixes de cinco partes de la banda sonora de Göransson. El compositor trabajó con varios otros artistas para crear los remixes.
 También se lanzaron videos musicales para cada uno de los remixes en el canal de Vevo de Marvel Music en YouTube.

#### Lista de canciones
| N.º   | Título                                                  | Duración |  |
| 1.    | «Wakanda (DJ Dahi Remix)» (con Baaba Maal)              | 2:48     |  |
| 2.    | «Killmonger (WondaGurl Remix)»                          | 3:12     |  |
| 3.    | «Ancestral Plane (Uzowuru and Kleinman Remix)»          | 2:44     |  |
| 4.    | «Waterfalls (Ludwig Göransson Remix)»                   | 2:10     |  |
| 5.    | «Black Panther (Ludwig Göransson Remix)» (con Ame Kora) | 1:17     |  |
| 12:11 |                                                         |          |  |

#### Recepción
James Whitbrook de io9 elogió a la EP como una mejora de la ya "sublime" banda sonora de Göransson, llamando a los remixes "versiones suaves, todos bastante geniales" de la música existente. Whitbrook elogió en particular la reversión del tema "Black Panther" como un "emocionante himno coral [...] manteniendo aún el electrizante tambor que hizo a la original uno de los mejores temas de personaje en una banda sonora de una película de Marvel". Hoair-Tran Bui de /Film dijo que la EP probablemente no sería tan popular como los álbumes principales, pero sintió que ofrecían "el perfecto final para el verano, y un energizante vehículo para Black Panther durante la temporada de Óscars". Desde Complex, Joshua Espinoza recomendó los remixes a los fanes de los álbumes de banda sonora, y también los describió como "música suave".